# Powiat kaliski

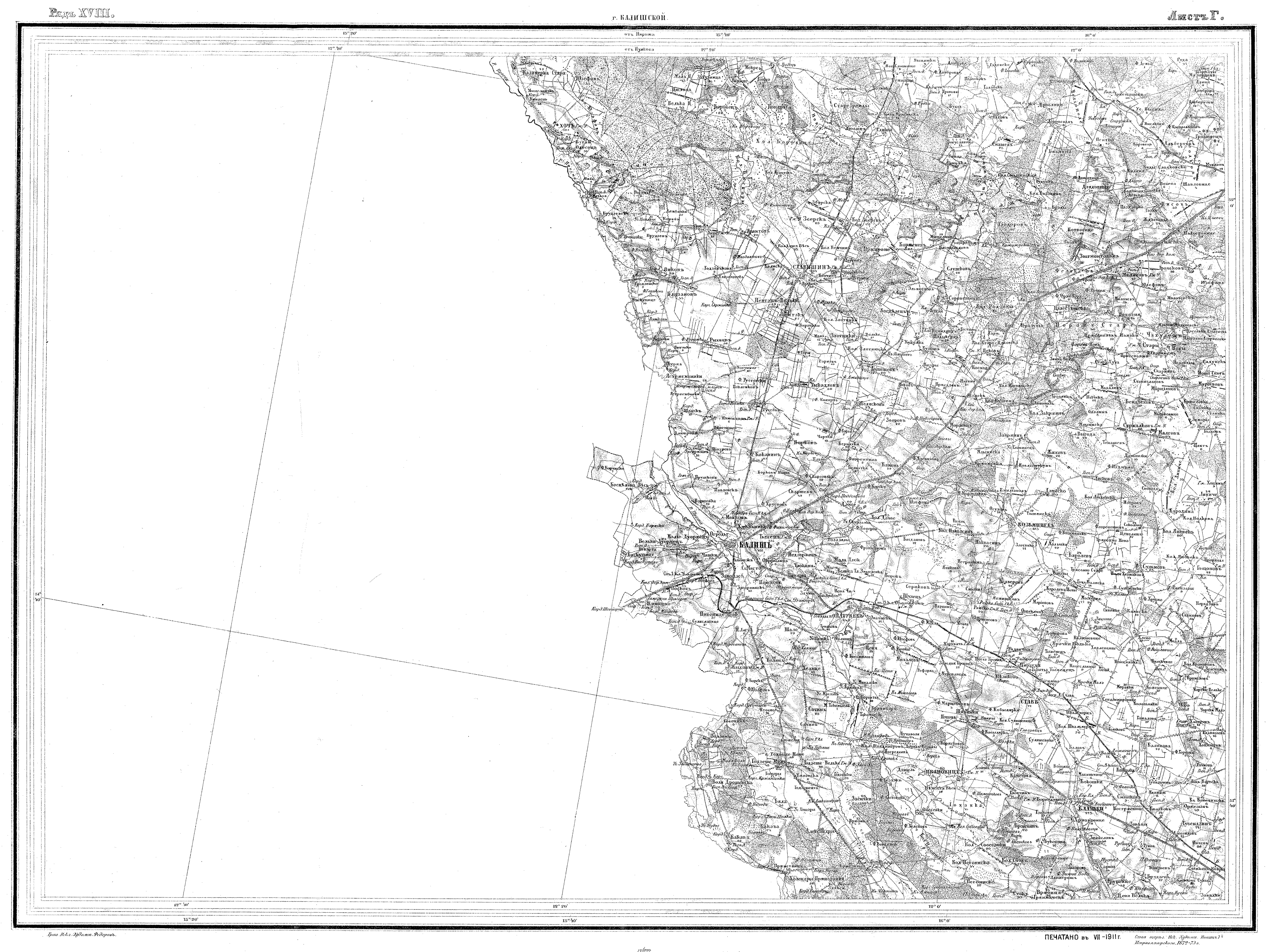
Powiat kaliski, mapa topograficzna, ok. 1911

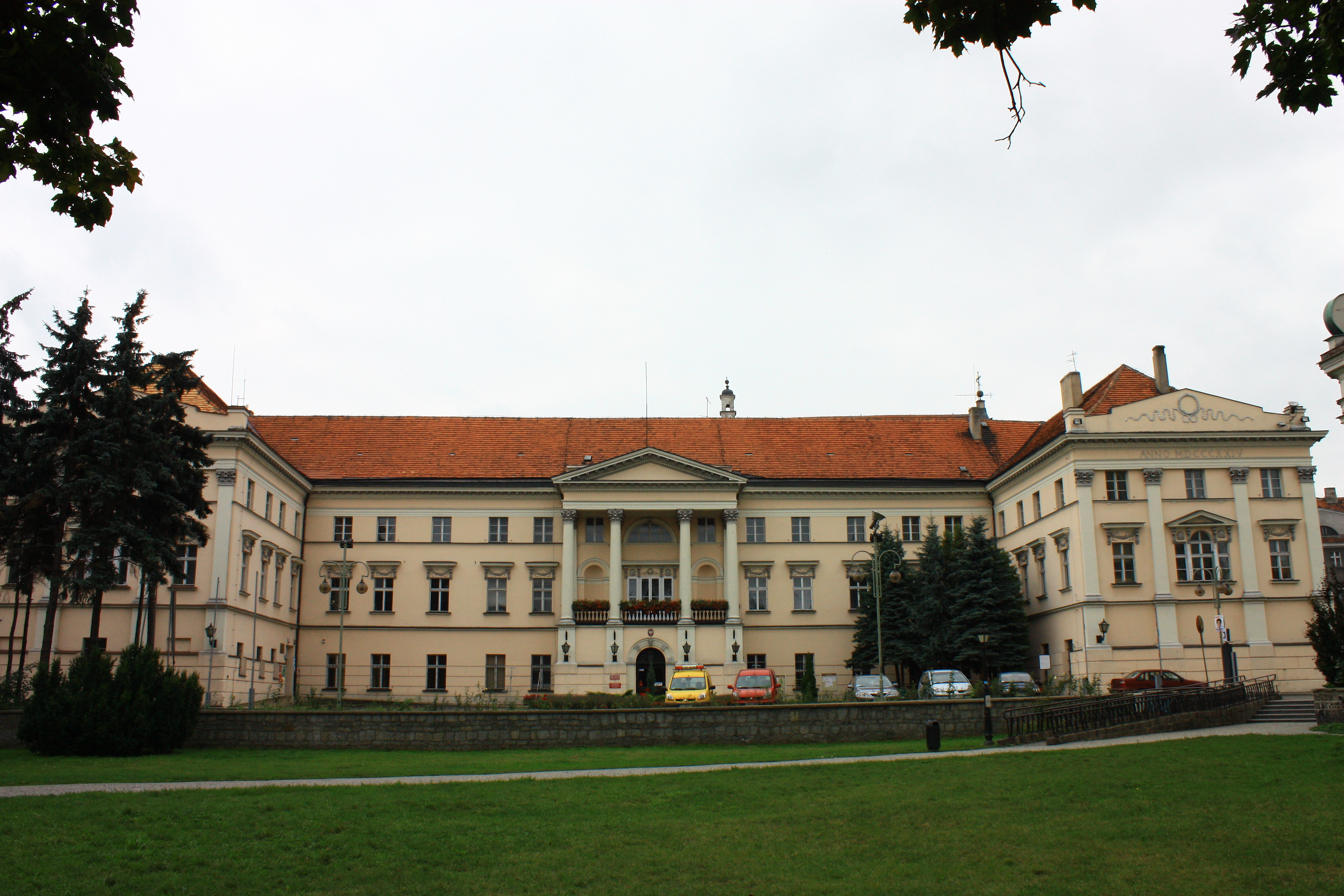
Budynek Starostwa Powiatowego w Kaliszu

Powiat kaliski – powiat w Polsce, w Kaliskiem, od 1999 w województwie wielkopolskim, z siedzibą w Kaliszu.
W skład powiatu wchodzi 8 gmin wiejskich i 3 miejsko-wiejskie. Miastami są Koźminek, Opatówek i Stawiszyn.
Przez powiat kaliski przebiegają drogi krajowe nr 12 i 25, drogi wojewódzkie nr 442, 449, 470 i 471 oraz linia kolejowa nr 14 (Łódź Kaliska – Forst).
Według danych GUS z 31 grudnia 2024 powiat zamieszkiwało 81 950 osób.

## Historia
Powiat kaliski powstał w XIV wieku i wchodził do 1793 roku, a następnie w latach 1816–1837 w skład województwa kaliskiego. Mimo późniejszych zmian administracyjnych powiat istniał nieprzerwanie do 1975 roku, choć zmieniały się jego granice.
Zlikwidowała go dopiero reforma administracyjna 1975 roku.
W 1870 miasta Chocz, Iwanowice, Koźminek, Opatówek, Staw i Stawiszyn utraciły prawa miejskie.
W Iwanowicach urodził się Augustyn Kordecki (1603), w Kosmowie urodził się Stefan Garczyński (1805), w Russowie urodziła się Maria Dąbrowska (1889), w Opatówku został pochowany książę Józef Zajączek (1826).

## Podział administracyjny
| Herb | Gmina             | Rodzaj gminy    | Powierzchnia [km²] | Liczba ludności (31 grudnia 2024) | Gęstość zaludnienia [osób/km²] |
| ---- | ----------------- | --------------- | ------------------ | --------------------------------- | ------------------------------ |
|      | Blizanów          | wiejska         | 157,51             | 10 058                            | 63,9                           |
|      | Brzeziny          | wiejska         | 126,97             | 5725                              | 45,1                           |
|      | Ceków-Kolonia     | wiejska         | 88,3               | 4708                              | 53,3                           |
|      | Godziesze Wielkie | wiejska         | 105,35             | 10 195                            | 96,8                           |
|      | Koźminek          | miejsko-wiejska | 88,46              | 7291                              | 82,4                           |
|      | Lisków            | wiejska         | 75,75              | 5072                              | 67                             |
|      | Mycielin          | wiejska         | 110,88             | 4623                              | 41,7                           |
|      | Opatówek          | miejsko-wiejska | 104,29             | 10 603                            | 101,7                          |
|      | Stawiszyn         | miejsko-wiejska | 78,2               | 6571                              | 84                             |
|      | Szczytniki        | wiejska         | 110,7              | 7524                              | 68                             |
|      | Żelazków          | wiejska         | 113,65             | 9580                              | 84,3                           |

## Struktura powierzchni
W 2005 obszar powiatu kaliskiego wynosił 1160,02 km² (ob. 1160,06 km²), w tym:
- użytki rolne: 834,71 km²
  - grunty orne: 703,38 km²
  - sady: 13,39 km²
  - łąki: 92,1 km²
  - pastwiska: 25,84 km²
- lasy: 232,6 km²
- pozostałe grunty (w tym nieużytki): 92,71 km²

## Demografia
Liczba ludności (dane z 31 grudnia 2024):
|        | Ogółem | Ogółem | Kobiety | Kobiety | Mężczyźni | Mężczyźni |
| osób   | %      | osób   | %       | osób    | %         |           |
| ------ | ------ | ------ | ------- | ------- | --------- | --------- |
| Ogółem | 81 950 | 100    | 41 652  | 50,83   | 40 298    | 49,17     |
| Miasto | 6649   | 8,11   | 3460    | 4,22    | 3189      | 3,89      |
| Wieś   | 75 301 | 91,89  | 38 192  | 46,60   | 37 109    | 45,28     |

▶Wieś vs ▶miasto
Ogółem (▶k, ▶m)
Miasto (▶k, ▶m)
Wieś (▶k, ▶m)

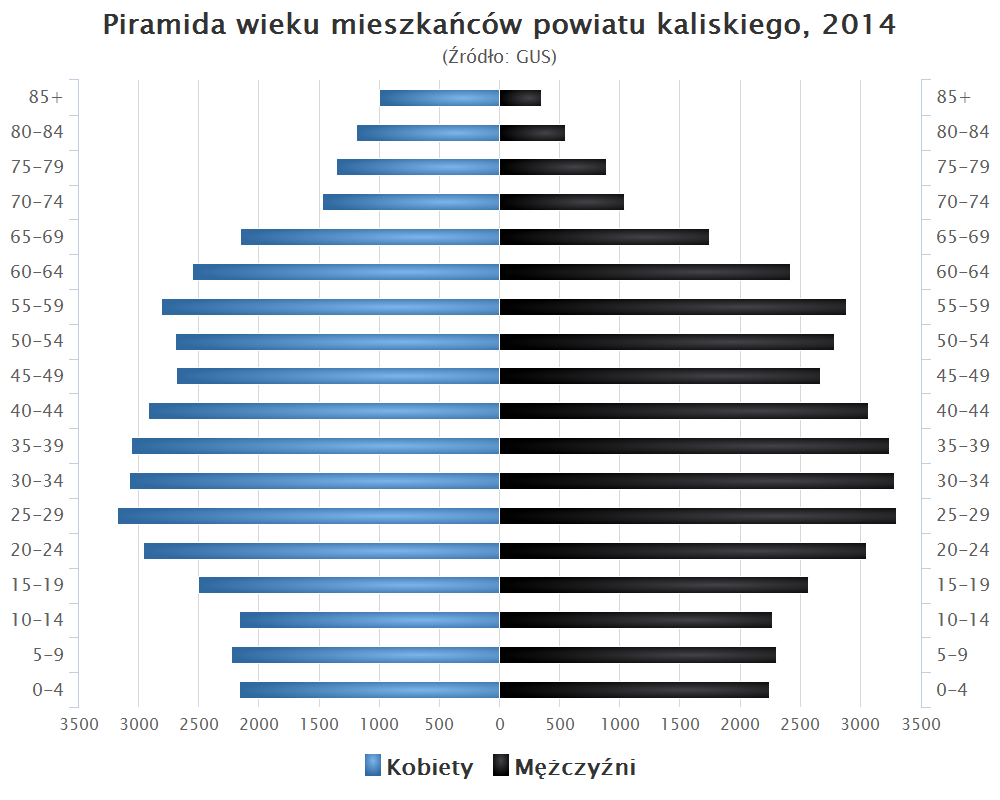
Piramida wieku mieszkańców powiatu kaliskiego w 2014 roku

Powiat miał najwyższy udział procentowy ludności wiejskiej wśród powiatów województwa wielkopolskiego - 98% (2006).

## Gospodarka
Na koniec grudnia 2024 liczba zarejestrowanych bezrobotnych w powiecie kaliskim obejmowała ok. 1000 mieszkańców, co stanowi stopę bezrobocia na poziomie 3,5%.

## Zabytki
Zaletą regionu są kościoły i drewniane kapliczki.
- skarb ze Słuszkowa

## Turystyka
- mauzoleum księcia Józefa Zajączka w Opatówku
- Muzeum Historii Przemysłu w Opatówku (w dawnej fabryce Adolfa Fiedlera)
- Kaliska Kolej Dojazdowa
- hipodrom w Jarantowie
- Jezioro Pokrzywnickie na Trojanówce (167 ha)
- zbiornik Murowaniec na Swędrni (70 ha)
- rezerwat przyrody w gminie Brzeziny
- Obszar chronionego krajobrazu Dolina Rzeki Swędrni
- zespoły pałacowe i dworskie, m.in. 9 parków na terenie gminy Blizanów

## Sąsiednie powiaty
- Kalisz (miasto na prawach powiatu)
- ostrzeszowski
- ostrowski
- pleszewski
- koniński
- turecki
- sieradzki (łódzkie)